# Глинени крака
„Глинени крака“ (Feet of Clay) е деветнадесетият роман от поредицата на Тери Пратчет „Светът на Диска“ Издаден е през 1996, на български език през 2000. Това е третата книга от поредицата, посветена на Градската стража.

## История
Патрицият лорд Ветинари за пръв път от цялото си управление е извън строя. Из града се носят слухове, че е напът да умре и някои се опитва да сложи „негов човек“ на почетното управленско място. Отново градката стража е последната надежда на града да запази реда такъв, какъвто трябва да е. Романът проследява разследването на тайнствен отровител от Анкх-Морпоркската Градска Стража.

## Герои
Като роман за Стражата, „Глинени крака“ включва всички познати членове на тази оргазнизация (Самюел Ваймс, Керът, Ангуа, Ноби Нобс, Фред Колън, и т.н.). Книгата също представя и нов персонаж - Веселка Дребнодупе. Сред другите по-значителни герои са големът Дорфл и Хавлок Ветинари.